# 카를하인츠 슈토크하우젠
카를하인츠 슈토크하우젠(Karlheinz Stockhausen, 1928년 8월 22일~2007년 12월 5일)은 독일의 작곡가이다. 현대 전위 작곡가의 한 사람으로 전자음악의 발전에 크게 기여한 인물로 유명하다.
파리에 유학하였으며 1953년 쾰른 방송국에서 전자 음악을 담당하면서 《습작 1·2》를 발표하였다. 1960년 전자 음악의 최고 걸작이라 일컬어지는 《접촉》(Kontakt)를 발표, 전자 음악의 새로운 길을 개척하였다. 1963년 쾰른 방송국 전자 음악 실장이 되었으며, 프랑스의 피에르 불레즈, 이탈리아의 루이지 노노와 함께 유럽 현대 음악의 3대 작곡가로 불린다. 2001년 폴라음악상을 수상하였다.

## 일대기
쾰른 근교의 부르크뫼드라트에서 태어났다. 어린 시절부터 피아노·오르간·바이올린·오보에 등 여러 악기를 배우며 두각을 나타냈다. 쾰른 음악원에서 프랑크 마르탱에게 작곡을 배웠고, 쾰른 대학교에서 철학을 전공했다. 1951년 다름슈타트 하기 강좌에서 벨기에 출신의 카럴 후이바르츠를 만났고, 그와 함께 프랑스 파리로 가서 올리비에 메시앙 (분석), 다리우스 미요 (작곡)를 사사하였다. 1954년 ~ 1956년까지 본 대학교에서 베르너 마이어-에플러와 함께 음성학, 음향학, 정보과학을 배웠다. 한편 1953년 쾰른에 신설된 라디오 방송국에 음악 스튜디오를 설립하여 전자음악을 실험하였다. 1950년대에 유행하던 점묘주의적 작곡법에서 탈피한 작품번호 1 《콘트라-풍크테》(Kontra-Punkte, '대위법'이라는 뜻이기도 하고 점묘주의에 반대(Kontra-)한다는 뜻으로도 읽을 수도 있다)으로 급진적이라는 평가를 받았다.
한편 음악 이론 잡지 《Die Reihe》('음렬'이라는 뜻)의 편집자로 활동하며 새로운 음악 이론에 대한 홍보활동을 했다. 그 후 세계 여러 나라를 돌며 연주회와 강습회를 열었고, 미국 펜실베이니아 대학교와 데이비스 소재 캘리포니아 대학교의 초청 교수로 재직했다. 1971년부터 쾰른 음악원에서 학생들을 가르쳤다. 작곡법도 계속 급격한 변화를 거쳐, 1962년
~1969년 소프라노, 4개의 합창단과 13개의 악기를 위한 칸타타 《모멘테》(Momente, 기회, 계기라는 뜻), 1975년 ~ 1977년의 복합음향 작품으로 미국의 지구와 우주 개척자들에게 헌정된 《시리우스》 등의 전위적인 작품을 남겼다.
그의 음렬주의 음악과 전자음악은 자신이 공부했던 심리학·음향학 기반에서 기초한다고 하였다. 그의 음악은 찬반 논란이 뜨겁지만, 현대 음악에서 고전 음악 계열의 작곡가와 대중 음악 계열의 작곡가 모두에게 영향력을 준 것은 분명한 사실이다. 그보다 훨씬 연상의 연배였던 이고르 스트라빈스키도 《콘트라-풍크테》의 영향을 받은 피아노와 오케스트라를 위한 악장을 작곡했다. 비디오 아트의 선구자인 백남준도 그의 영향을 받았으며, 그와 공동 작업을 한 적도 있다. Can, 비틀즈, 크라프트베르크, 코일, 비에르크, 소닉 유스, 마일스 데이비스, 프랭크 자파, 허비 행콕 등의 다양한 음악가들도 슈토크하우젠의 영향을 받았다고 말하였다. 테크노의 기술과 힙합의 샘플링과 같은 기법이 생겨난 것도 그의 영향을 받은 것이다.
그런 가운데 그는 1977년부터 2003년까지, 요일을 소재로 한 7개의 연작 오페라 《빛》(Licht)의 작곡에 전념하였다. 그 후로도 계속 창작 활동을 하며, 연주회에도 참석했으나 2007년 12월 심장마비로 갑자기 사망하였다.

## 음악
- 콘트라-풍크테(1953)
- 소년의 노래(1956)
- 5개의 목관악기를 위한 다(多)속도(1956)
- 전자 음향, 피아노와 타악기를 위한 접촉(1960)
- 피아노곡I - XIX
- 모멘테(1977)
- 헬리콥터 현악 4중주(1994)

## 참고
1. ↑  《글로벌 세계대백과사전》
2. ↑  “Polar Music Prize”. 2011년 7월 27일에 원본 문서에서 보존된 문서. 2011년 5월 6일에 확인함. 다음 글자 무시됨: ‘ 2001 ’ (도움말)